# Aleksei Sokolski
Aleksei Pàvlovitx Sokolski (5 de novembre de 1908 - 27 de desembre de 1969), fou un jugador d'escacs ucraïnès-belarús amb força de Mestre Internacional als escacs sobre el tauler, i notable jugador per correspondència, a més de reconegut teòric d'obertures.

## Resultats destacats en competició
El 1935, fou segon al Campionat de la RFS de Rússia (el campió fou Aleksandr Tóluix). Fou dos cops campió d'Ucraïna (1947 i 1948), i subcampió de Belarús el 1958. També participà en el 13è Campionat Soviètic el 1944, on hi acabà amb 7½/16 (compartint els llocs 8è a 10è); al 17è Campionat el 1949, acabant amb 8½/19 (12è lloc); i al 21è Campionat el 1954, acabant finalment amb 5/19.
Fou el primer Campió d'escacs per correspondència soviètic (1948-51).

## Llegat
El nom de Sokolsky és conegut ara principalment a causa de la seva investigació en el camp de les obertures, i pel desenvolupament de l'obertura 1.b4 que esdevindria posteriorment coneguda com a obertura Sokolski, tot i que també rep els noms d'obertura polonesa, o d'obertura orangutan, un nom aquest darrer donat per Savielly Tartakower el 1924.
En memòria seva, des de 1970 se celebren regularment a Minsk torneigs en la seva memòria.
Sokolski va escriure també una dotzena de llibres. Els més famosos d'aquests són Les Obertures Modernes en la Teoria i Pràctica (1962) i Debyut 1b2-b4 (1963), un llibre sobre la seva obertura epònima.